# 岐阜県クリスタルパーク恵那スケート場
岐阜県クリスタルパーク恵那スケート場（ぎふけんクリスタルパークえなスケートじょう）は、岐阜県恵那市にある屋外アイススケートリンクである。

## 概要
- 2005年12月に岐阜県によって開設された、日本で最も西に存在する屋外400mスケートリンクである。
- 恵那市西部の山あいに立地していて風の影響を受けにくく、また交通の便も良い。
- 冬期間はスピードスケートや一般滑走、それ以外の期間はインラインスケートやフットサル等のスポーツや各種イベントに利用されている。
- 2012年のぎふ清流国体において、スピードスケート競技の会場として使用された。
- 恵那市が指定管理者を務めている[1]。

### 施設データ
- 所在地 - 岐阜県恵那市武並町竹折970-1
- 400mスケートリンク
- 400m国際規格標準ダブルトラック
- 30m×60mサブリンク（カーリング等向け）
- センターハウス - 貸し靴、ロッカー室、食堂、選手控え室、多目的ルーム、ミーティングルーム、イベントロビー、展示ロビー、事務室、放送記録室等
- 放送記録棟 - 審判通告室、役員控え室、貴賓室、会議室等
- スタンド - 約2,000人収容
- 照明塔 - 6基
- 駐車場 - 209台（うち大型バス4台）
- 多目的広場 - ストリートボール、壁打ちテニス等

## その他
- 当施設ではスケートをする来場者には「滑走券」、スケートをしない来場者には「入場券」を発行している[2]が、入場券を滑走券と勘違いして購入してしまう来場者が多かったことから、2012年シーズンから入場券に「滑らない方」と明示するようにした。これが合格を願う受験生にとってお守りになるとして好評を博している[3][4]。

- 4月中旬に開催される恵那峡ハーフマラソンでは発着点になっている[5]。

## アクセス
- JR 中央本線 武並駅より徒歩約8分
- 中央自動車道 恵那ICより約8km